# Adorrhinyptia ruficollis
Adorrhinyptia ruficollis är en skalbaggsart som beskrevs av Ernst Gustav Kraatz 1895. Adorrhinyptia ruficollis ingår i släktet Adorrhinyptia och familjen Rutelidae. Inga underarter finns listade i Catalogue of Life.